# Lloyd Loar

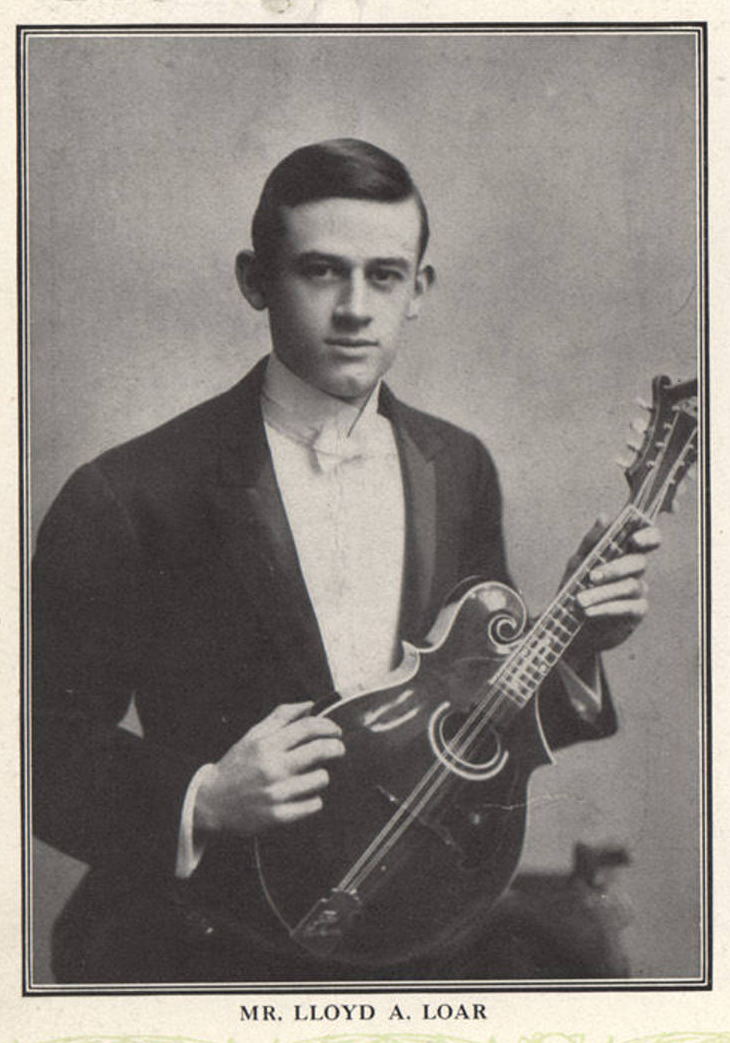
Lloyd Loar im Jahr 1911

Lloyd Allayre Loar (* 9. Januar 1886 in Cropsey, Illinois; † 14. September 1943 in Chicago, Illinois) war ein US-amerikanischer Musikinstrumentenbauer, Komponist, Erfinder und Musiker. Nach einer Karriere als Musiker zu Beginn des 20. Jahrhunderts wurde er in den 1920er-Jahren bekannt durch seine Tätigkeit bei dem Musikinstrumentenhersteller Gibson, für den er als leitender Ingenieur der Entwicklungsabteilung arbeitete. Zu seinen Errungenschaften im Musikinstrumentenbau zählt die Übertragung von Herstellungstechniken aus dem Geigenbau auf die Konstruktion von Mandolinen und Gitarren. Zu seinen bedeutendsten Werken als Entwickler für Gibson zählen die Mandolinenmodelle A-5 und F-5 sowie das Gitarrenmodell Gibson L-5. Ein weiteres Verdienst Loars ist seine Forschungstätigkeit in der Entwicklung von elektromagnetischen Tonabnehmern für die elektrische Verstärkung von Musikinstrumenten. Lloyd Loars 1933 gegründete Firma Vivi-Tone zählte zu den ersten Unternehmen, die solche Tonabnehmer auf dem Markt anboten. Außerdem spielte Loar die Musikinstrumente Mandoline, Viola und Singende Säge und trat als Musiker mit verschiedenen Ensembles in den USA und in Europa auf.

## Werk

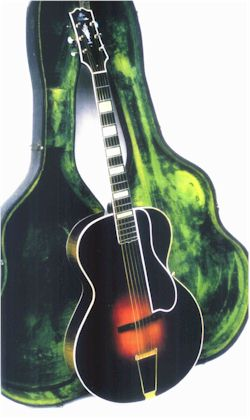
Eine Gibson L-5 Archtop-Akustikgitarre in der von Lloyd Loar bis 1923 entwickelten Form

Seit dem frühen 20. Jahrhundert war Lloyd Loar als Mandolinenspieler bekannt, der mit Musikgruppen in den USA und in Europa auftrat und außerdem Kompositionen für verschiedene Saiteninstrumente schrieb. Zusätzlich hatte er in den Fächern Komposition und Arrangement Unterricht erteilt. Vor seinem Eintreten in die Firma Gibson hatte er bereits für das italienische Geigenbau-Unternehmen Virzi gearbeitet.

### Loar bei der Firma Gibson
Von 1919 bis 1924 arbeitete Loar als Akustikingenieur und Leiter der Entwicklungsabteilung bei Gibson. Bereits seit Beginn des 20. Jahrhunderts hatte deren Gründer Orville Gibson Elemente aus dem Geigenbau für die Konstruktion von Mandolinen und Gitarren übernommen. Mit dem Ziel, die Klangqualität von Gibson-Musikinstrumenten weiter im Sinne Orville Gibsons zu verbessern und hochwertigere Instrumente als zuvor anbieten zu können, entlehnte Loar zusätzliche Konstruktionsmerkmale von Streichinstrumenten und übertrug sie in teilweise abgewandelter Form auf Mandolinen und Gitarren. Dazu zählt die Praxis, das Ende von Griffbrettern frei über der Decke schweben zu lassen, um so deren Schwingungseigenschaften zu verbessern. Auch das Schlagbrett von Gitarren (Pickguard) bekam aus demselben Grund eine „schwebende“ Aufhängung. Ein weiteres charakteristisches Gestaltungselement ist die von Loar initiierte Einführung von f-förmigen Schalllöchern anstelle der zuvor bei diesen Instrumenten eingesetzten runden Öffnungen in der Decke. Außerdem konstruierte Loar den ersten höhenverstellbaren Steg für Gitarren, mit dem der Abstand der Saiten zum Korpus verändert werden kann.
Bereits in seinen ersten beiden Jahren bei Gibson entwickelte Loar unter anderem das Mandolinenmodell F-5, die Mandola H-5 sowie das Mandocello K-5. 1922 folgte die Einführung eines justierbaren Metallstabes im Inneren der Instrumentenhälse von Gitarren, mit dem sich die Zuglast der Saiten ausgleichen ließ (Halsspannstab). Dies ermöglichte die Herstellung dünnerer Instrumentenhälse, die komfortabler zu bespielen waren. Im April 1923 schließlich stellte Gibson sein neues Archtop-Gitarrenmodell L-5 vor, das unter Loars Federführung entwickelt worden war. Ein kleiner Teil der Auflage wurde von ihm auf dem Etikett im Korpus-Inneren von Hand signiert.
Ebenso widmete sich Loar zu Beginn der 1920er-Jahre der Forschung nach Möglichkeiten, Saiteninstrumente elektrisch zu verstärken. Eine seiner ersten bekanntgewordenen Arbeiten auf diesem Gebiet war im Jahr 1923 die Konstruktion einer Violine mit elektrostatisch-kapazitivem Tonabnehmer und Massivholzkorpus (Solidbody). Die Praxistauglichkeit dieses mutmaßlich ersten Tonabnehmers für ein Musikinstrument war jedoch sehr durch starke Störgeräusche eingeschränkt. Der Grund dafür soll dessen Hochohmigkeit gewesen sein. Bereits im Jahr 1924 spielte Lloar bei Bühnenauftritten einen selbst konstruierten elektrisch verstärkten Kontrabass sowie eine elektrische Viola. Im selben Jahr trennte sich Gibson von Loar; als Grund dafür wird vermutet, dass Loars Entwicklungen vom Traditionsunternehmen Gibson als „zu modern“ angesehen wurden.

### Loar und das Unternehmen Vivi-Tone
Loar nahm daraufhin eine Lehrtätigkeit an der Northwestern University bei Chicago auf und setzte seine Forschungen und Versuche in eigener Regie fort. Bis 1933 konnte er ein erstes elektromagnetisches Tonabnehmer-Modell bis zur Produktionsreife weiterentwickeln. Dieser Tonabnehmer bestand im Wesentlichen aus einem Dauermagnet, der mit Draht umwickelt war. Das elektrische Signal wurde jedoch nicht unmittelbar von den Schwingungen der Saiten im Magnetfeld erzeugt. Stattdessen übertrug ein am Steg befestigter Metallstab dessen Vibrationen in das Magnetfeld. Anfang 1933 gründete Loar gemeinsam mit anderen ehemaligen Gibson-Mitarbeitern die Firma Vivi-Tone, um Zupfinstrumente mit dem von ihm entwickelten Tonabnehmer zu vermarkten. Einer der wenigen Konkurrenten Vivi-Tones im Bereich elektrisch verstärkter Musikinstrumente war die ein Jahr zuvor von Adolph Rickenbacker und George Beauchamp in Kalifornien gegründete Firma Ro-Pat-In (später in Rickenbacker umbenannt). Trotz intensiver Werbemaßnahmen Vivi-Tones blieben die Umsätze des Unternehmens jedoch weit hinter den Erwartungen zurück, so dass die Produktion von Zupfinstrumenten bereits Ende des Jahres wieder eingestellt werden musste. Stattdessen begann Vivi-Tone mit der Herstellung eines ebenfalls von Loar erfundenen elektrischen Klaviers samt dazugehörigem elektrischen Audioverstärker. Auch dieser Versuch des Unternehmens, auf dem Markt Fuß zu fassen, scheiterte.
Im Jahr 1936 brachte Lloyd Loars ehemaliger Arbeitgeber Gibson mit den Modellen ES-150 (Schlaggitarre) und EH-150 („Hawaii-Gitarre“) seine ersten Musikinstrumente mit elektromagnetischem Tonabnehmer heraus; die Verwertung der Forschungsergebnisse Loars aus den 1920er-Jahren für diese Modelle kann angenommen werden.
Lloyd Loar starb am 14. September 1943 in Chicago an den Folgen einer Krankheit, die er sich auf einer vom YMCA (das US-amerikanische Pendant zum CVJM) gesponserten Konzerttournee in Frankreich zugezogen hatte.